# Adelpha alala
Adelpha alala is een vlinder uit de onderfamilie Limenitidinae van de familie Nymphalidae. De wetenschappelijke naam van de soort werd als Heterochroa alala in 1847 gepubliceerd door William Chapman Hewitson.